# Арнгрим
Арнгрим (Arngrímr) — зять и воевода при Сирглами. Жил за 9 поколений до Ивара Широкие Объятия (VII век), т.е. в IV веке.
Существует две версии рассказа об Арнгриме:
Однажды Сирглами столкнулся с берсерком Арнгримом. Согласно версий H и U саги о Хервёр, завязался бой. Тюрфинг пробил щит Арнгрима и воткнулся в землю, тогда Арнгрим отрубил конунгу руку, взял Тюрфинг и убил им Сирглами. После битвы, Арнгрим силой взял в жены дочь Сирглами Хейд (др.-сканд. Heiðr) или Ёюфура.
Согласно версии R, викинг по имени Арнгрим приехал в Гардарики, завоевал доверие Сирглами и стал военным вождем при стареющем конунге. В подарок Свафрлами дал ему свой меч Тюрфинг и свою дочь.